# MW46
De MW46 is een reeks motorrijtuigen van de NMBS die in dienst was tussen 1952 en 1994.
In navolging van de 50 motorrijtuigen type 553 werd in 1950 een order geplaatst voor 10 motorrijtuigen type 554, spoedig aangevuld met een vervolgorder voor nog eens 10 motorrijtuigen. Deze 20 motorrijtuigen werden gebouwd door Ragheno in Mechelen met een dieselmotor van Brossel. Ten opzichte van het type 553, waarop deze zijn gebaseerd, zijn een aantal verbeteringen doorgevoerd op het gebied van comfort. Ook werd het type 554 voorzien van een toilet.
De motorrijtuigen werden geleverd in 1952 en verdeeld over de depots van Brugge en Haine-Saint-Pierre. In 1965 werden alle 20 motorrijtuigen overgeplaatst naar Aat. In 1971 werden de motorrijtuigen vernummerd in 4601-4620.

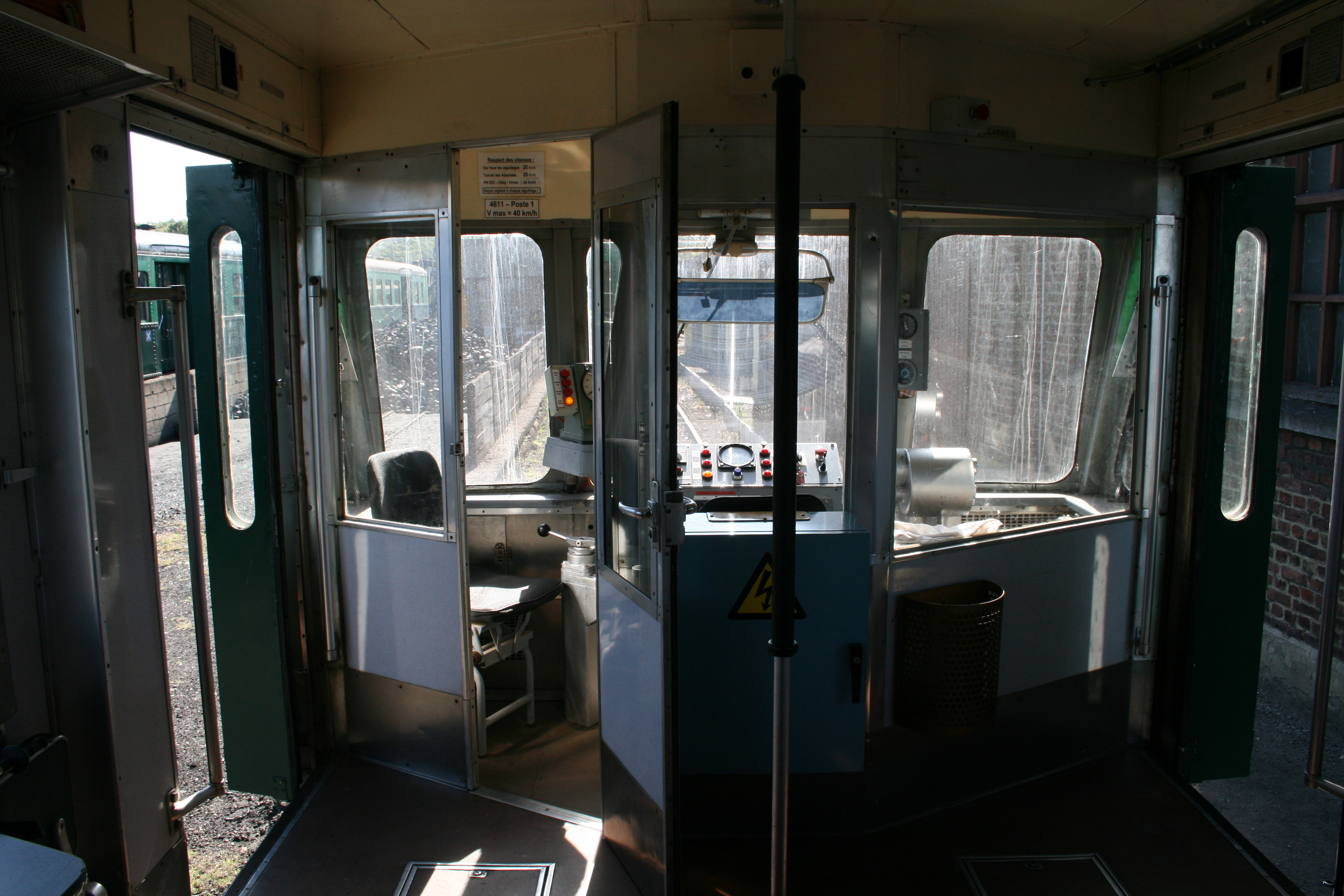
Interieur.

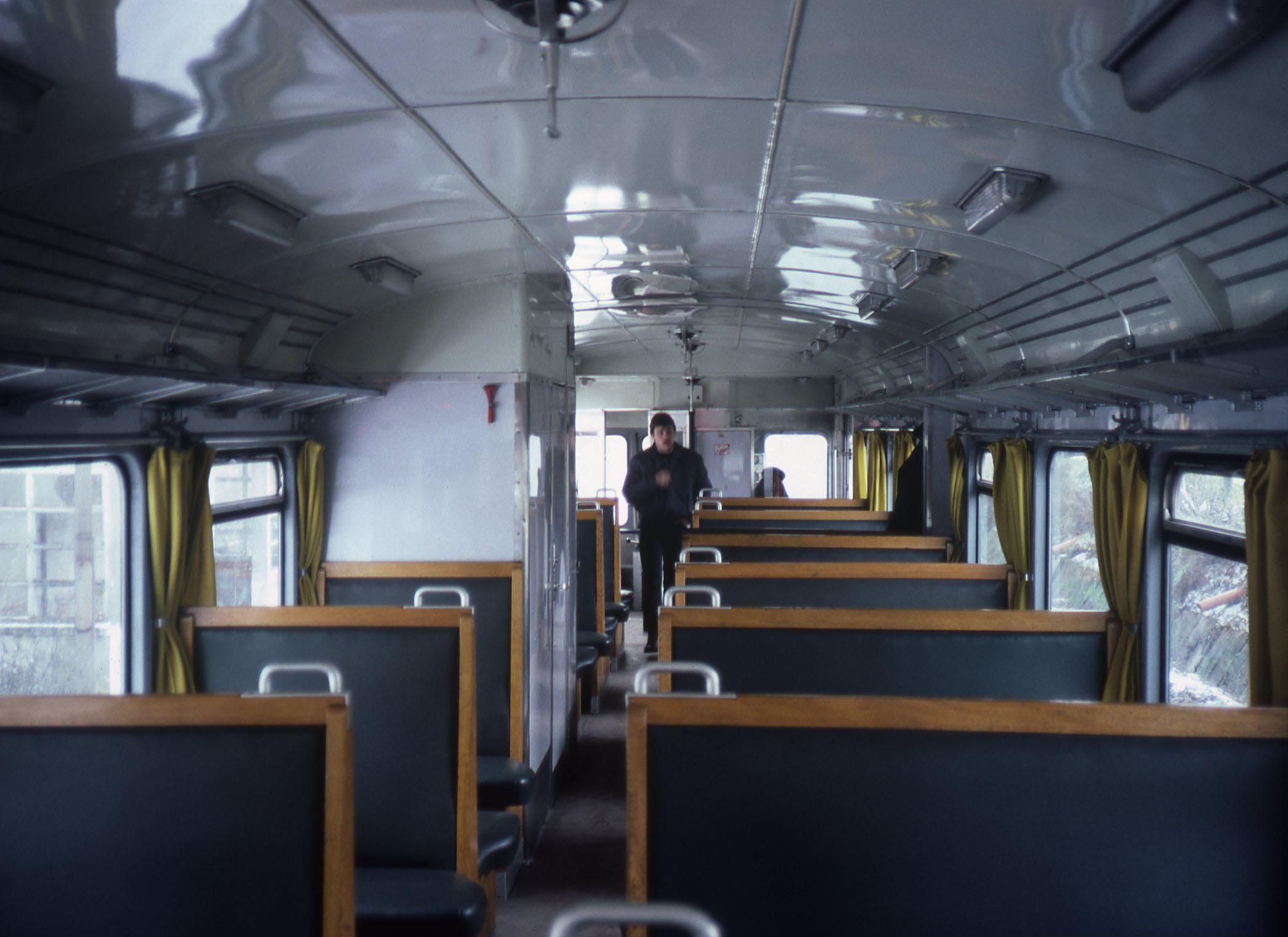
Interieur.

De rijtuigen werden geleverd in twee tinten groen met gele sierstrepen. Later werd de kleurstelling aangepast aan een enkele groentint. Weer later kregen de rijtuigen een rood met gele kleurstelling aangemeten.
In 1974 werden de oorspronkelijke Brossel motoren vervangen door nieuwe motoren van General Motors.
Tussen 1987 en 1994 werden de motorrijtuigen afgevoerd. De 4612 werd in 1985 verbouwd tot motorrijtuig voor baanonderhoud (ES 4612). Dit treinstel heeft nog tot 1999 dienstgedaan.
Twaalf exemplaren van deze reeks zijn bewaard gebleven bij diverse verenigingen.
| Nummer | Bij                                  | Opmerking | Afbeelding |
| ------ | ------------------------------------ | --- | ---------- |
| 4601   | NMBS                                 | Verblijft in de werkplaats van Kinkempois                                                                                             |            |
| 4602   | TSP                                  | Voorheen bij Stoomspoorlijn Dendermonde-Puurs.                                                                                        |            |
| 4603   | Stoomcentrum Maldegem                | Overgebracht van Station Charleroi-Centraal naar Maldegem op 28 December 2015                                                         |            |
| 4605   | TSP                                  | |            |
| 4608   | CFV3V                                | |            |
| 4609   | -                                    | Tot 2012 op het voormalige Station Montzen, daar gevandaliseerd, daarna verwijderd en gesloopt.                                       |            |
| 4610   | CFV3V                                | |            |
| 4611   | CFV3V                                | Rijdt als 554.11 |            |
| 4612   | TSP/Stoomcentrum Maldegem            | In 2003 overgenomen door het Stoomcentrum Maldegem om daar voor onderdelen te worden gesloopt.                                        |            |
| 4613   | TSP (pluktreinstel), eerder bij ASVi | |            |

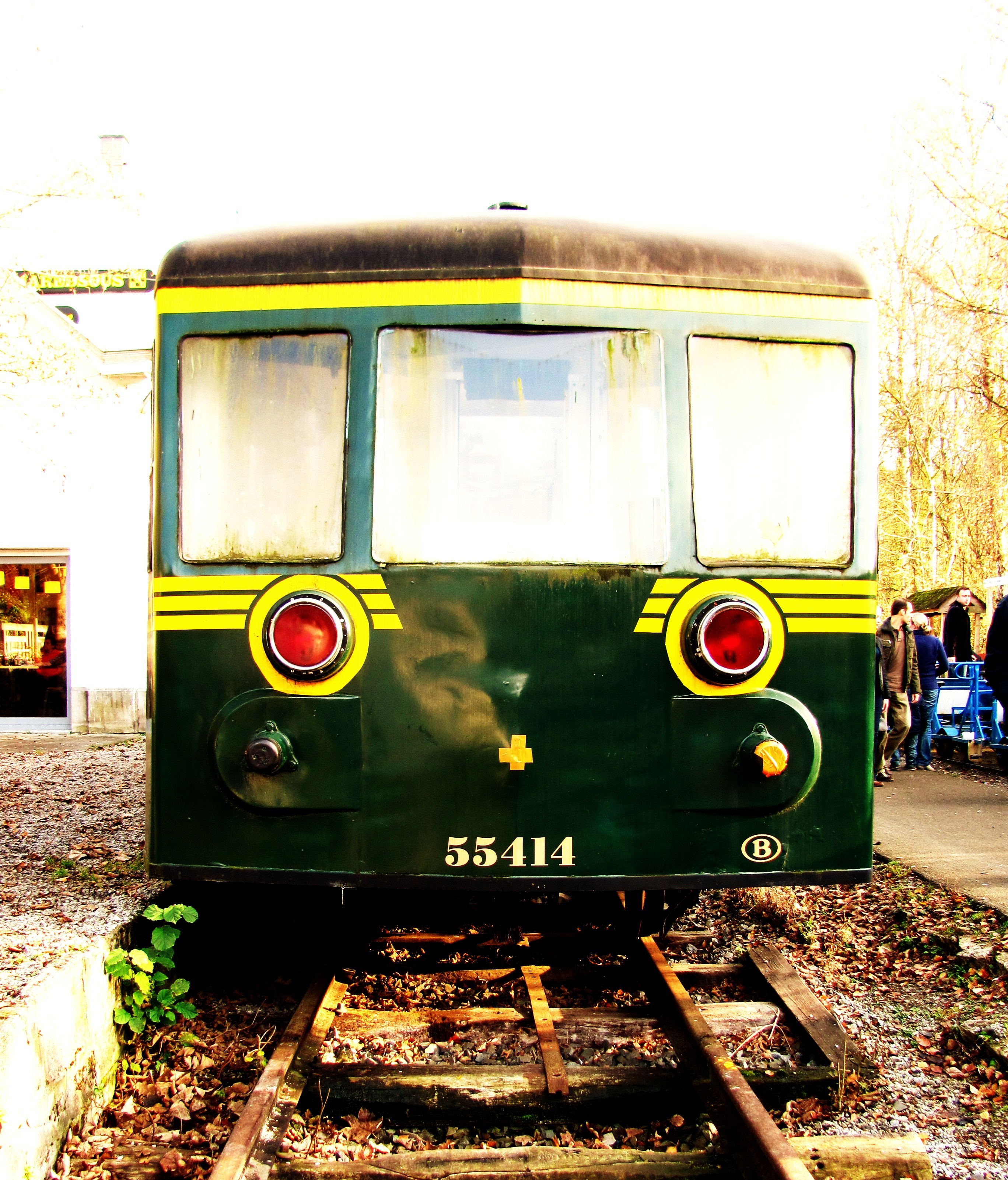
NMBS 55414 In Maredsous. Deze staat nu tegenwoordig bij Stoomtrein Dendermonde Puurs.

| 4614   | SDP                                  | Bij Station Denée-Maredsous. Daarvoor museumtrein bij de Toeristische Trein Zolder. Nu eigendom van vzw Stoomtrein Dendermonde-Puurs. |            |
| 4616   | CFV3V                                | |            |
| 4618   | TSP                                  | = 554.18 |            |
| 4620   | Stoomcentrum Maldegem                | Reed in eerste instantie bij de Museum Stoomtrein der Twee Bruggen.                                                                   |            |